# 구개수음
구개수음(口蓋垂音) 또는 목젖소리는 후설과 목젖 사이에서 조음해서 내는 자음이다.

## 국제 음성 기호에서
국제 음성 기호에 있는 구개수음은 아래와 같다.
| IPA | 이름               | 예                           | 예           | 예            | 예                   |
| IPA | 이름               | 언어                         | 철자         | IPA           | 뜻                   |
| --- | ------------------ | ---------------------------- | ------------ | ------------- | -------------------- |
|     | 구개수 비음        | 바이어의 뤄번줘(洛本卓) 방언 | 我/nò        | [ɴɔ˦˨]]       | 나                   |
|     | 무성 구개수 파열음 | 아랍어                       | قصةٌ qiṣṣatun | [qisˤˈsˤɑtun] | 이야기               |
|     | 유성 구개수 파열음 | 이누크티투트어               | utirama      | [ʔutiɢama]    | 내가 돌아오기 때문에 |
|     | 무성 구개수 마찰음 | 스페인어(카스티야)           | enjuto       | [ẽ̞ɴˈχut̪o̞]     | 피질(皮質)의         |
|     | 유성 구개수 마찰음 | 프랑스어                     | rester       | [ʁɛste]       | 머무르다             |
|     | 구개수 전동음      | 라디노어                     | mujer        | [muˈʒɛʀ]      | 여자, 아내           |
|     | 구개수 방출음      | 케추아어                     | q' allu      | [ˈqʼaʎu]      | 토마토 소스          |
|     | 유성 구개수 내파음 | 맘어                         | q' a         | [ʛa]          | 불                   |

## 같이 보기
- 조음 위치
- 후음 R